# قائمة المصنفين الأول عالميا في لعبة الشطرنج
حقق سبع لاعبين مركز المصنف الأول عالميا في قائمة الاتحاد الدولي للشطرنج الرسمية للتصنيف منذ نشرها أول مرة في يوليو 1971.
كان بوبي فيشر أول مصنف رقم واحد في العالم في يوليو 1971، وفي يناير 1976 أصبح أناتولي كاربوف أعلى لاعب مصنف في قائمة الاتحاد، بعد أن أزال الاتحاد اسم فيشر (الذي كان تصنيفه أعلى من كاسباروف) من القائمة بسبب عدم النشاط. في يناير 1987 أصبح غاري كاسباروف ثالث لاعب يحقق التصنيف رقم واحد . عاود كاربوف الحصول على المرتبة الأولى لفترة قصيرة في يوليو 1985. واللاعب الرابع رقم واحد هو فلاديمير كرامنيك الذي حصل على التصنيف الأول لفترة وجيزة في يناير 1996. وباستثناء هاتين الفترتين الوجيزتين، سيطر كاسباروف على التصنيف رقم واحد في العالم لمدة 22 سنة من 1984 حتى تقاعده من الشطرنج الاحترافي في 10 مارس 2005. في يناير 1990 تجاوز كاسباروف قمة فيشر المتمثلة في 2785 وأصبح أول لاعب على الإطلاق يحقق تصنيف 2800. في يوليو 1999 حقق كاسبروف قمة تصنيفه وهي 2851 وكان هذا أعلى تصنيف في تاريخ الاتحاد حتى يناير 2013 حين تمكن ماغنوس كارلسن من تجاوزه.
عند تقاعد كاسباروف، انتقل الرقم واحد عالميا إلى فيسيلين توبالوف، لأن كاسباروف تمت إزالته من قائمة التصنيف في أبريل 2006 بسبب عدم النشاط. في أبريل 2007 أصبح فيشفاناثان أناند سادس لاعب يكون المصنف الأول عالميا. عاد كرامنيك للمركز الأول لفترة وجيزة في يناير 2008. وفي معظم الفترة الممتدة بين أبريل 2007 إلى نوفمبر 2009، المرتبة الأولى في التصنيف كانت بحوزة إما أناند أو توبالوف. اللاعب السابع والحالي الذي حقق التصنيف رقم واحد هو ماغنوس كارلسن الذي حقق هذا التصنيف أول مرة في يناير 2010، وبعد ذلك أصبح الرقم واحد منذ يوليو 2011 بعد أن خسر المركز وعاود الحصول عليه من أناند بين 2010 و2011.

## إحصاءات اللاعبين
| اللاعب           | عدد الشهور في المركز 1 | قمة التصنيف | العمر عند تحقيق المركز 1 أول مرة | تارخ تحقيق المركز 1 أول مرة | التصنيف عند تحقيق المركز 1 أول مرة |
| ---------------- | ---------------------- | ----------- | -------------------------------- | --------------------------- | ---------------------------------- |
| غاري كاسباروف    | 255                    | 2851        | 20 سنوات و263 أيام               | 1 يناير 1984                | 2710                               |
| ماغنوس كارلسن    | 180                    | 2882        | 19 سنوات و32 أيام                | 1 يناير 2010                | 2810                               |
| أناتولي كاربوف   | 102                    | 2780        | 24 سنوات و223 أيام               | 1 يناير 1976                | 2695                               |
| بوبي فيشر        | 54                     | 2785        | 28 سنوات و114 أيام               | 1 يوليو 1971                | 2760                               |
| فيسيلين توبالوف  | 27                     | 2816        | 31 سنوات و17 أيام                | 1 أبريل 2006                | 2804                               |
| فيشفاناثان أناند | 21                     | 2817        | 37 سنوات و111 أيام               | 1 أبريل 2007                | 2786                               |
| فلاديمير كرامنيك | 9                      | 2817        | 20 سنوات و190 أيام               | 1 يناير 1996                | 2775                               |